# Çmendur
Çmendur (albanisch für „Verrückt“) ist das Siegerlied des 62. Festivali i Këngës 2023. Es wurde von Mal Retkoceri komponiert, getextet und interpretiert. Es ist seine erste Veröffentlichung als Sänger.

## Hintergründe
Mitte Oktober wurde bekanntgegeben, dass Retkoceri am kommenden Festivali i Këngës teilnehmen wird. Der Interpret war vorher noch nicht öffentlich in Erscheinung getreten, dies war somit seine erste Teilnahme am Festival. Am 19. Dezember fand das erste Halbfinale statt, in dem Retkoceri als Dritter auftrat. Er konnte sich für das Finale qualifizieren, das am 23. Dezember stattfand. Unter 22 Teilnehmern wurde er von einer Jury zum Gewinner des Festivals erklärt.
Retkoceri komponierte, textete und produzierte den Titel alleine. Außerdem war er für die Abmischung und das Mastering verantwortlich. Laut eigener Aussagen habe er den Titel in seinem Schlafzimmer aufgenommen.

## Inhaltliches
Nach Angaben des Sängers habe er Çmendur seiner Mutter gewidmet und aus ihrer Sicht geschrieben. Das Lied handele von schwierigen Beziehungen zu Menschen, die einen ausnutzen wollten.

## Veröffentlichung
Der Titel wurde im Rahmen des Festivals vorgestellt und am 2. Januar 2024 als Musikstream veröffentlicht. Eine Studioversion wurde vom Künstler selbst am 23. Dezember 2023 auf YouTube hochgeladen.

## Rezeption
Der Sieg Retkoceris galt in der Öffentlichkeit als überraschend, da als Favoriten auf den Sieg andere, bereits etablierte Künstler galten. Kosovarische Medien interpretierten den Text dahingehend, dass Retkoceri im Lied auf die Trennung seiner Eltern anspielte.